# Seznam armenskih violinistov
Seznam armenskih violinistov.

## A
- Anahid Ajemian

## K
- Ani Kavafian